# Luna 15
Luna 15 (ryska: Луна-15) var en sovjetisk rymdsond i Lunaprogrammet. Rymdsondens huvuduppgift var att ta ett markprov på månen och återföra det till jorden. Farkosten kraschade vid landningen på månen. 
Rymdsonden sköts upp den 13 juli 1969, med en Proton-K/D raket. Farkosten gick in i omloppsbana runt månen den 17 juli 1969. Den 21 juli 1969 påbörjades landningen. Fyra minuter efter rymdsonden lämnat omloppsbanan och var på väg mot månens yta bröts kontakten med rymdsonden. Enligt beräkningar befann sig farkosten på ungefär tre kilometers höjd.
Luna 15:s flygning pågick samtidigt som amerikanarnas Apollo 11-flygning. Detta ledde till första samarbetet på rymdområdet mellan USA och Sovjetunionen, då sovjet offentliggjorde Luna 15s planerad flygväg, detta för att försäkra amerikanarna om att den inte skulle kunna kollidera med Apollo 11.

### Fotnoter
1. ↑  ”NASA Space Science Data Coordinated Archive” (på engelska). NASA. https://nssdc.gsfc.nasa.gov/nmc/spacecraft/display.action?id=1969-058A. Läst 25 mars 2020.